# Шананин, Александр Алексеевич
Алекса́ндр Алексе́евич Шана́нин (род. 28 августа 1955 года, Москва) — советский и российский математик, профессор МФТИ и ВМК МГУ, академик РАН со 2 июня 2022 года по Отделению математических наук (прикладная математика и информатика).

## Биография
Окончил физико-математическую школу № 2 города Москвы (1972), факультет управления и прикладной математики МФТИ (1978), аспирантуру МФТИ (1981). Кандидат физико-математических наук (1982), тема диссертации: «Исследование класса производственных функций, возникающих при математическом моделировании экономических систем» (научный руководитель А. А. Петров). С 1993 года доктор физико-математических наук, тема диссертации: «Исследование условий агрегируемости экономических показателей». Учёное звание — профессор (1995). Член Американского Математического Общества.
С 1981 по 1998 годы — сотрудник Вычислительного Центра РАН; до настоящего времени — по совместительству.
С декабря 2002 года по 2019 г. — декан факультета управления и прикладной математики МФТИ.
В Московском университете работает с 1995 года, читает лекции на 4 курсе по дисциплине «Математические модели в экономике»: в 1998—2002 годах — в качестве штатного профессора кафедры системного анализа ВМК МГУ, в остальной период времени — в должности профессора по совместительству. Аналогичный курс читает в МФТИ.

## Научная деятельность
Область научных интересов: математическое моделирование экономических систем. Основные результаты получены в теории агрегирования экономических описаний и моделированию эволюции российских экономических структур.

## Научные труды
Автор более 90 научных работ, в том числе:

### Книги
- Петров А. А., Поспелов И. Г., Шананин А. А. Опыт математического моделирования экономики. — М.: Энергоатомиздат, 1996. — 544 с. — ISBN 5-283-03169-1.
- Петров А. А., Поспелов И. Г., Шананин А. А. От Госплана к неэффективному рынку: математический анализ российских экономических структур. — Lewiston, NY: The Edwin Mellon Press, 1999. — 400 с.
- Автухович Э. В., Гуриев С. М., Оленёв Н. Н., Петров А. А., Поспелов И. Г., Шананин А. А., Чуканов С. В. Математическая модель экономики переходного периода Архивная копия от 2 июня 2021 на Wayback Machine. М.: ВЦ РАН, 1999. 144 с.

### Статьи
- Shananin A. A. Variation principles in models of economic equilibrium // Lecture notes in economics and mathematical systems. — 2002. — Т. 510.
- Шананин А. А. Динамические игры с иерархическим вектором интересов // Ж. вычисл. матем. и матем. физ., 19:4 (1979), 912—920
- Шананин А. А. Производственные функции и функции прибыли // Докл. АН СССР, 258:1 (1981), 38-41
- Шананин А. А. Исследование одного класса производственных функций, возникающих при макроописании экономических систем // Ж. вычисл. матем. и матем. физ., 24:12 (1984), 1799—1811
- Шананин А. А. О стохастическом поведении цены в одной детерминированной модели ценообразования // Докл. АН СССР, 288:1 (1986), 63-65
- Henkin G. M., Shananin A. A. Bernstein theorems and Radon transform. Application to the theory of production functions // Trans. of Math. Monographs. — 1990. — Т. 81. — С. 189—223.
- Шананин А. А. Об устойчивости рыночных механизмов // Матем. моделирование, 3:2 (1991), 42-62
- Шананин А. А. Непараметрические методы анализа структуры потребительского спроса // Матем. моделирование, 5:9 (1993), 3-17
- Петров А. А., Шананин А. А. Экономические механизмы и задача агрегирования модели межотраслевого баланса // Матем. моделирование, 5:9 (1993), 18-42
- Петров А. А., Шананин А. А. Условия интегрируемости, распределение доходов и социальная структура общества // Матем. моделирование, 6:8 (1994), 105—125
- Шананин А. А. Агрегированное описание производственных возможностей при нарушении условий интегрируемости // Матем. моделирование, 7:3 (1995), 87-96
- Шананин А. А. Обобщённая модель чистой отрасли производства // Матем. моделирование, 9:9 (1997), 117—127
- Шананин А. А. Исследование обобщённой модели чистой отрасли // Матем. моделирование, 9:10 (1997), 73-82
- Поспелова Л. Я., Шананин А. А. Показатели нерациональности потребительского поведения обобщённый непараметрический метод // Матем. моделирование, 10:4 (1998), 105—116
- Шананин А. А. Непараметрический метод анализа технологической структуры производства // Матем. моделирование, 11:9 (1999), 116—122
- Шананин А. А. Использование вариационных неравенств для доказательства существования конкурентного равновесия // Матем. моделирование, 13:5 (2001), 29-36
- Петров А. А., Шананин А. А. Математическая модель для оценки эффективности одного сценария экономического роста // Матем. моделирование, 14:7 (2002), 27-52
- Обросова Н. К., Шананин А. А. Исследование альтернативных вариантов развития экономики и энергетики России с помощью математической модели // Матем. моделирование, 16:2 (2004), 3-22
- Гребенников В. А., Шананин А. А. Обобщённый непараметрический метод: закон спроса в задачах прогнозирования // Матем. моделирование, 20:9 (2008), 34-50
- Кондраков И. А., Шананин А. А. Идемпотентные аналоги теорем о неотрицательных матрицах и их приложения к анализу экономической информации // Ж. вычисл. матем. и матем. физ., 51:2 (2011), 188—205
- Ващенко М. П., Шананин А. А. Оценка доходности пула инвестиционных проектов в модели оптимального инвестирования в непрерывном времени // Матем. моделирование, 24:3 (2012), 70-86
- Обросова Н. К., Шананин А. А. Исследование уравнения Беллмана в модели производства с нестабильным спросом // Ж. вычисл. матем. и матем. физ., 54:9 (2014), 1465—1496
- Ващенко М. П., Пронин Я. С., Шананин А. А. Математическая модель экономики железнодорожных грузоперевозок // Тр. ИММ УрО РАН, 20:4 (2014), 44-59
- Хенкин Г. М., Шананин А. А.Математическое моделирование шумпетеровской инновационной динамики // Матем. моделирование, 26:8 (2014), 3-19
- Обросова Н. К., Шананин А. А. Модель производства в условиях нестабильного спроса с учётом влияния торговой инфраструктуры. Эргодичность и её приложения // Ж. вычисл. матем. и матем. физ., 55:4 (2015), 704—729